# Jeopardy!

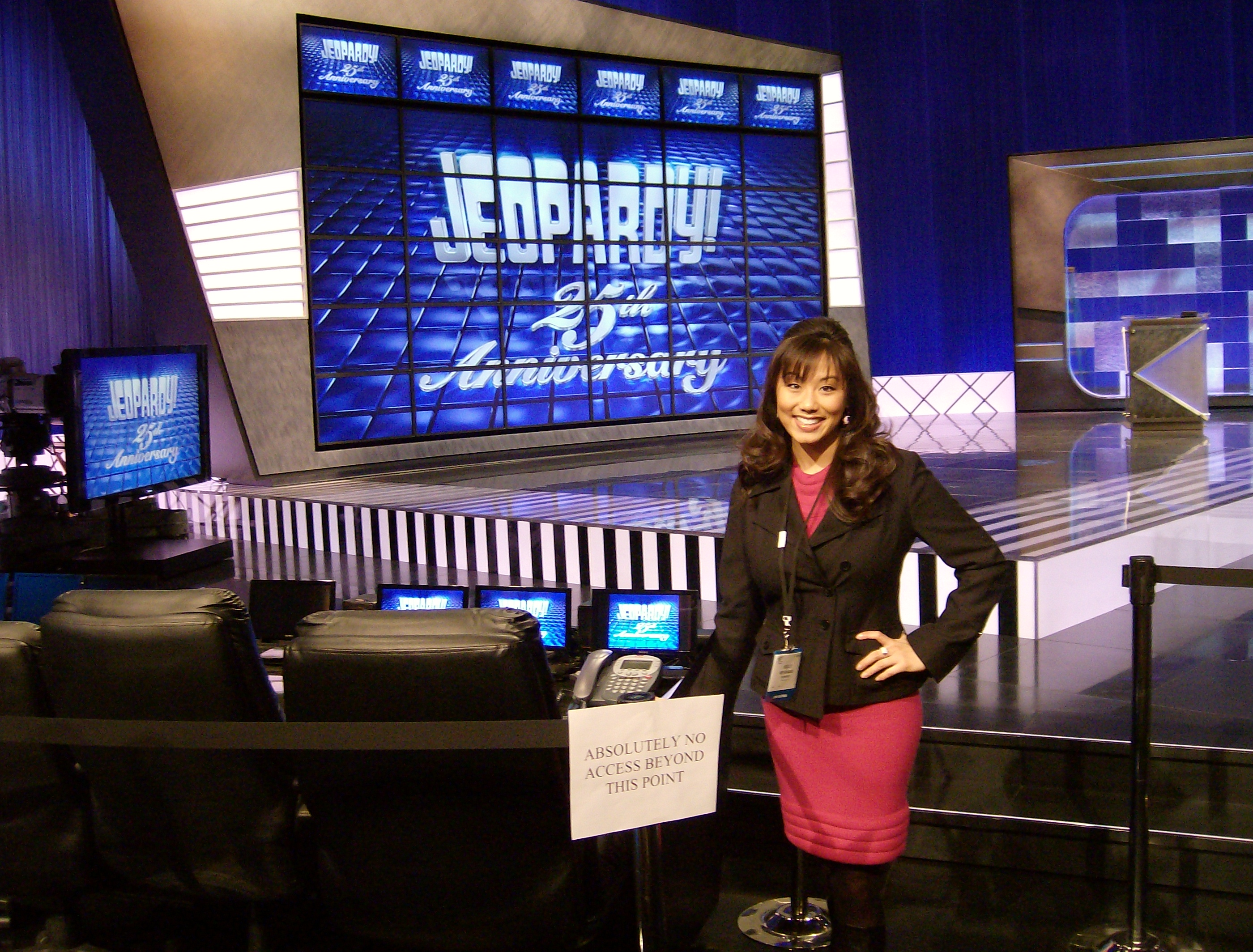

Jeopardy! este o emisiune de televiziune americană creat de Merv Griffin. Emisiunea este un concurs televizat în care concurenții trebuie să răspundă la diverse întrebări din artă, istorie, literatură, cultură pop, știință, sport, geografie și alte domenii. Emisiunea are un format unic întrebare-și-răspuns în care concurenților le sunt prezentate indicii sub formă de răspunsuri, iar ei trebuie să răspundă sub formă de întrebare.
Versiunea inițială de zi a debutat pe NBC pe 30 martie 1964 și a fost difuzată până pe 3 ianuarie 1975. O ediție sindicalizată pe timp de noapte a fost difuzată săptămânal din septembrie 1974 până în septembrie 1975, iar o readucere, The All-New Jeopardy!, a fost difuzată pe NBC din octombrie 1978 până în martie 1979 în zilele lucrătoare. Versiunea sindicalizată familiară audienței moderne și difuzată zilnic a avut premiera pe 10 septembrie 1984.
Art Fleming a servit drept prezentator pentru toate versiunile emisiunii între 1964 și 1979. Don Pardo a servit drept crainic până în 1975, iar John Harlan a fost crainic pentru sezonul 1978–1979. Versiunea sindicalizată zilnic a avut premiera în 1984 cu Alex Trebek ca prezentator și Johnny Gilbert ca crainic. Trebek a prezentat până la moartea sa, cu ultimul său episod difuzat pe 8 ianuarie 2021, după peste 36 de ani în rol. Urmând morții sale, o varietate de prezentatori invitați au completat sezonul începând cu fostul concurent deținător de recorduri Ken Jennings, fiecare prezentând pentru câteva săptămâni înainte să predea rolul la altcineva. Producătorul executiv la acea dată Mike Richards a asumat inițial rolul de prezentator permanent în septembrie 2021, dar s-a retras din rol într-o săptămână. Mayim Bialik și Jennings au servit drept prezentatori permanenți pe rotație al emisiunii sindicalizate până în decembrie 2023, când Jennings a devenit singurul prezentator în sindicalizare. Deși Bialik a fost aranjată inițial să prezinte specialele de televiziune pe ABC și spin-off-urile, anunțul a Jeopardy! Masters în 2023 a însemnat că datoriile au fost împărțite, de asemenea. Urmând retragerii lui Bialik parțial pentru sprijinul scenariștilor și actorilor datorită litigiilor de muncă în Hollywood din 2023, Jennings a asumat rolurile de prezentator în toate formele de media.
În prezent în al 41-lea sezon, Jeopardy! este una dintre cele mai lungi emisiuni concurs din toate timpurile. Emisiunea s-a bucurat în mod constant de o audiență largă și a primit multe aprecieri din partea criticilor profesioniști de televiziune. Cu peste 9,000 de episoade difuzate, versiunea sindicalizată zilnic a Jeopardy! a câștigat un record de 45 de Premii Emmy și, de asemenea, un Premiu Peabody. În 2023, emisiunea a fost clasată pe Nr. 45 în cadrul listei de TV Guide a celor mai bune 60 de emisiuni din istoria televiziunii americane. Jeopardy! a câștigat, de asemenea, o urmărire mondială urmată de adaptări regionale în mai multe alte țări. 
Pe 13 ianuarie 2025, s-a anunțat că Jeopardy! o să suspendeze producția din cauza incendiilor în curs de desfășurare în regiunea sudică a Californiei, unde este filmată emisiunea. Nu se știe încă când se va relua producția emisiunii datorită gravității incendiilor.